# Megabyas
Megabyas is een monotypisch geslacht van zangvogels uit de familie Vangidae (vanga's).

## Soorten
Het geslacht kent de volgende soort:
- Megabyas flammulatus – Afrikaanse klauwiervliegenvanger